# Obra maestra
Pour plus de détails, voir Fiche technique et Distribution.
Obra maestra est un film espagnol réalisé par David Trueba, sorti en 2000.

## Synopsis
Benito Cañaveras et Carolo Suárez Perales sont deux cinéphiles invétérés : l'un est né pour être réalisateur, l'autre pour être un acteur de renom. Le rôle principal féminin a été décidé pour être joué par une star de cinéma nationale nommée Armanda Castro.
Jeune, mais déjà en déclin présumé, l'actrice reçoit l'offre avec un mélange de mépris et de dégoût. Elle ignore encore que les événements vont l'obliger à filmer ce rôle de force et à vivre dans un isolement total avec Benito et Carolo.

## Fiche technique
- Titre : Obra maestra
- Réalisation : David Trueba
- Scénario : David Trueba
- Musique : Roque Baños
- Photographie : Javier Aguirresarobe
- Montage : Pablo G. del Amo
- Production : Cristina Huete
- Société de production : Amiguetes Entertainment, Buenavida Producciones, Fernando Trueba Producciones Cinematográficas, Televisión Española et Vía Digital
- Pays :  Espagne
- Genre : Aventure et comédie
- Durée : 115 minutes
- Dates de sortie : 
  -  Espagne : 27 octobre 2000

## Distribution
- Ariadna Gil : Amanda Castro
- Santiago Segura : Benito Cañaveras
- Pablo Carbonell : Carolo Suárez Perales
- Luis Cuenca : Damián
- Loles León : Catalina

## Distinctions
Le film a été nommé pour quatre prix Goya.